# 捕盗庁
捕盗庁（ポドチョン）は、李氏朝鮮の成宗代から中宗代にかけて創設された、漢城府及び京畿道の警察業務を担当する部署。現在の日本の警視庁に相当する。略して「捕庁」とも呼ぶ。
記録上の最古の記事は1540年のものであるが、1471年に捕盗将と呼ばれる官職が置かれ、1481年には「捕盗事目」という法律が制定され捕盗将の定員が2名と定められていることから、これを前身と見る考え方が有力である。1894年警務庁創設で消滅した。
また、他の朝鮮王国の中央官庁と同じく茶母（ダモ）(ko:다모)という下働きの女性(官婢)がおり、日本でも放送された韓国ドラマ『チェオクの剣』はこの茶母を主人公としている。
丙寅教獄で生き延びて清に脱出したリデル神父は、獄中記で捕盗庁について詳述している。左捕盗庁（チャポドチョン）と右捕盗庁（ウポドチョン）に分かれており、それぞれに従二品官の大将（テジャン）1名、従六品官の従事官（チョンサガン）2〜3名、部将（プジャン）または副官（フクカン）3〜4名などの役人がおり、その下に50名超の捕校を従えていた。捕校は皆一定の教育により要請され、彼らの下に一種の官軍がおり、さらにその下に、軍士の出動の際に随行する下級役人（捕卒）がいる。捕校の権限は大きく、庶民は抵抗できない。ただ両班らは彼らを軽蔑して冷遇する。